# NGC 5588
NGC 5588 في الفهرس العام الجديد، هي مجرة، تقع في كوكبة العواء. اكتشفت في 1 مايو 1785 بواسطة ويليام هيرشل.

## روابط خارجية
- NGC 5588 على موقع ويكي سكاي: DSS2, SDSS, GALEX, IRAS, Hydrogen α, X-Ray, Astrophoto, Sky Map, Articles and images